# Familienplanung
Als Familienplanung werden Maßnahmen der Empfängnisverhütung oder der künstlichen Befruchtung bezeichnet, die geeignet sind, die Zahl und den Zeitpunkt der Geburten von Kindern zu beeinflussen. In diesem Artikel soll die individuelle Familienplanung dargestellt werden. Die Beschreibung von Steuerungsinstrumenten des Staates oder von Gesellschaften zur Bevölkerungsentwicklung finden sich im Artikel Familienpolitik. Geschichtliche Aspekte der Geburtenkontrolle finden sich im Artikel Überbevölkerung.

## Ausgangssituation für die Familienplanung
Für die Familienplanung sind sehr unterschiedliche Einflussgrößen entscheidend. Hierzu gehören unter anderem neben der grundsätzlichen Übereinstimmung der Einstellungen der beteiligten Personen die persönlichen Ziele, Wertvorstellungen, Wünsche, die berufliche Karriere, Möglichkeiten der Kinderbetreuung und die Lebensplanung im Allgemeinen. Aber auch die objektive und subjektive persönliche Reife sowie das soziale Umfeld sind wichtige Faktoren, die bei der Familienplanung eine Rolle spielen.
Für die Familienplanung ist die Trennung von Sexualität und Fortpflanzung entscheidend geworden. Die Methoden der Empfängnisregelung sind hier wichtigstes Mittel. Insbesondere die hormonell wirkende Antibabypille, die in den 1960er Jahren eingeführt wurde, aber auch andere Verhütungsmethoden, Sterilisation von Frau und Mann sowie moderne Kondome erlauben den freizügigeren und unbeschwerteren Umgang mit der Sexualität.
Gleichzeitig geben sie Paaren und insbesondere Frauen die Möglichkeit, mit größerer Freiheit über die Fortpflanzung zu entscheiden.
Dies ist jedoch nicht überall auf der Welt gleichermaßen möglich. 225 Millionen Frauen in den weniger entwickelten Regionen der Erde fehlt heute noch immer der Zugang zu sicheren und wirksamen Methoden der Familienplanung. Etwa ein Drittel des Weltbevölkerungswachstums beruht heute auf ungewollten Schwangerschaften. Dies führt vor allem in Afrika südlich der Sahara zu rasantem Bevölkerungswachstum.

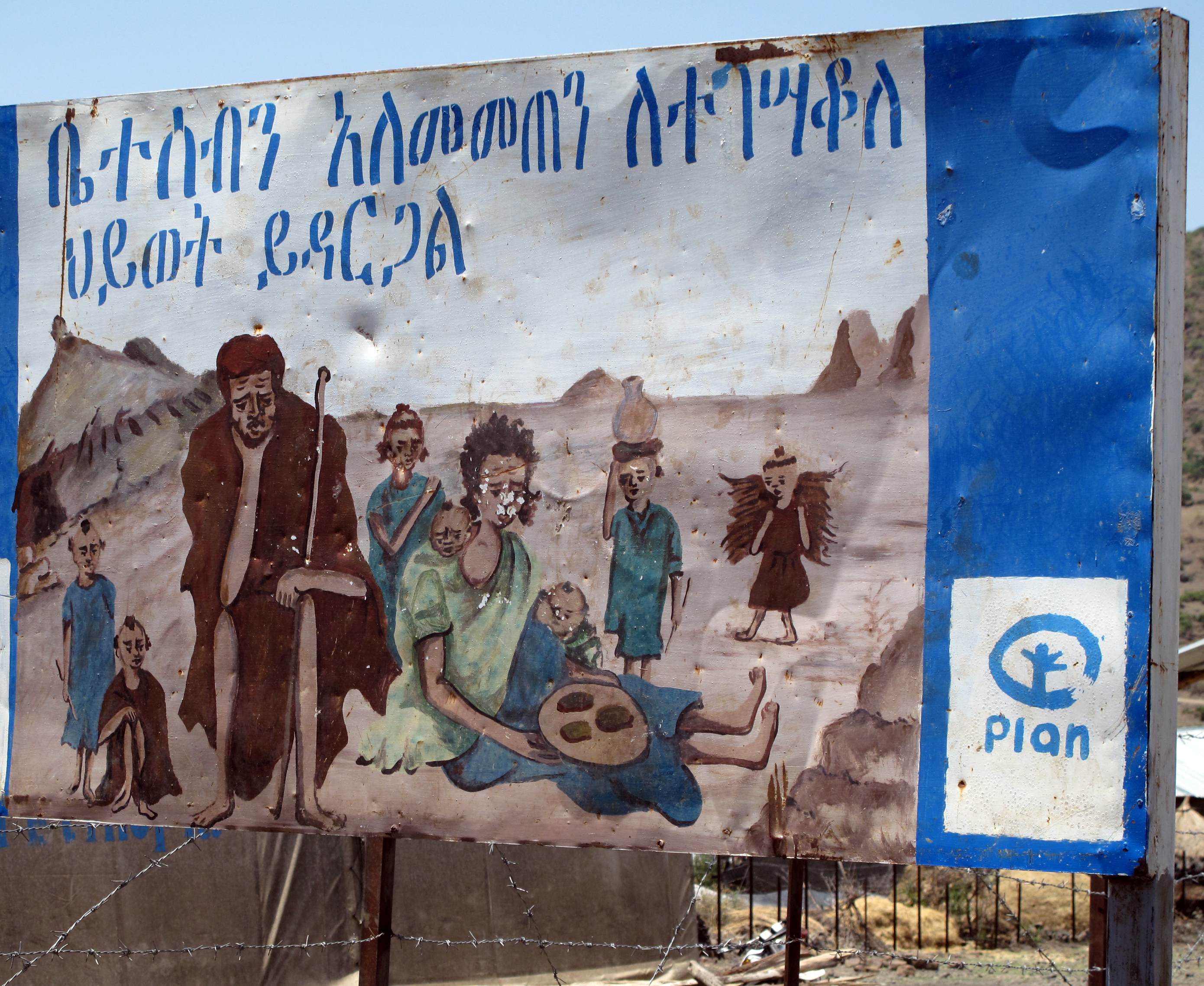
Plakat aus Äthiopien über Folgen fehlender Familienplanung

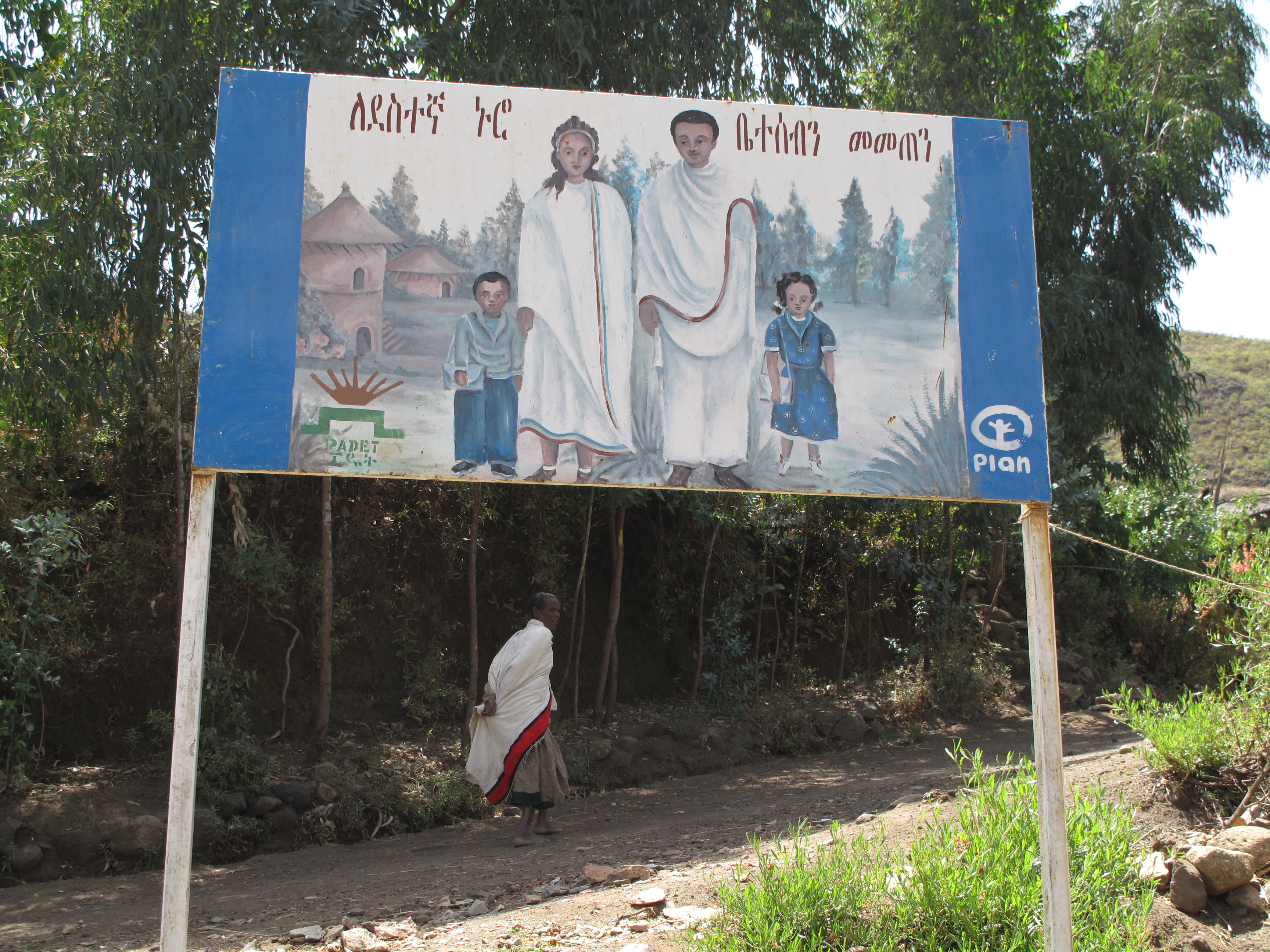
Plakat aus Äthiopien über positive Auswirkungen der Familienplanung

Der Schwangerschaftsabbruch ist in den meisten Gesellschaften nur in Ausnahmefällen akzeptiert und wird auch aus medizinischer und psychologischer Sicht nicht als Methode zur Familienplanung angesehen.
Ungewollte Kinderlosigkeit wird in den heutigen westlichen Gesellschaft oft nicht mehr als gottgewolltes Schicksal angesehen, sondern als medizinisches Problem erkannt, das oft mit Mitteln wie zum Beispiel der In-vitro-Fertilisation und der Samenspende gelöst wird.
Die Methoden der natürlichen Familienplanung können sowohl zur Empfängnisregelung als auch bei Kinderwunsch eingesetzt werden.
Die bereits erwähnten Einflussgrößen der Familienplanung wie Wertvorstellungen, persönliche Reife, der soziokulturelle Hintergrund und auch die berufliche Karriere und die Lebensplanung der Einzelnen sind so stark mit der Gesellschaft und mit der Politik verbunden, dass Familienplanung nicht losgelöst von dieser betrachtet werden kann. Mit dem gewandelten Familienbegriff in der westlichen Gesellschaft änderte sich in den letzten Jahren aber auch die Bedeutung von Familienplanung. Heute wird nicht mehr unbedingt eine feste (heterosexuelle) Partnerschaft für die Gründung (oder Erweiterung) der Familie vorausgesetzt (siehe auch Single Mothers by Choice, Regenbogenfamilie).

## Recht der Familienplanung

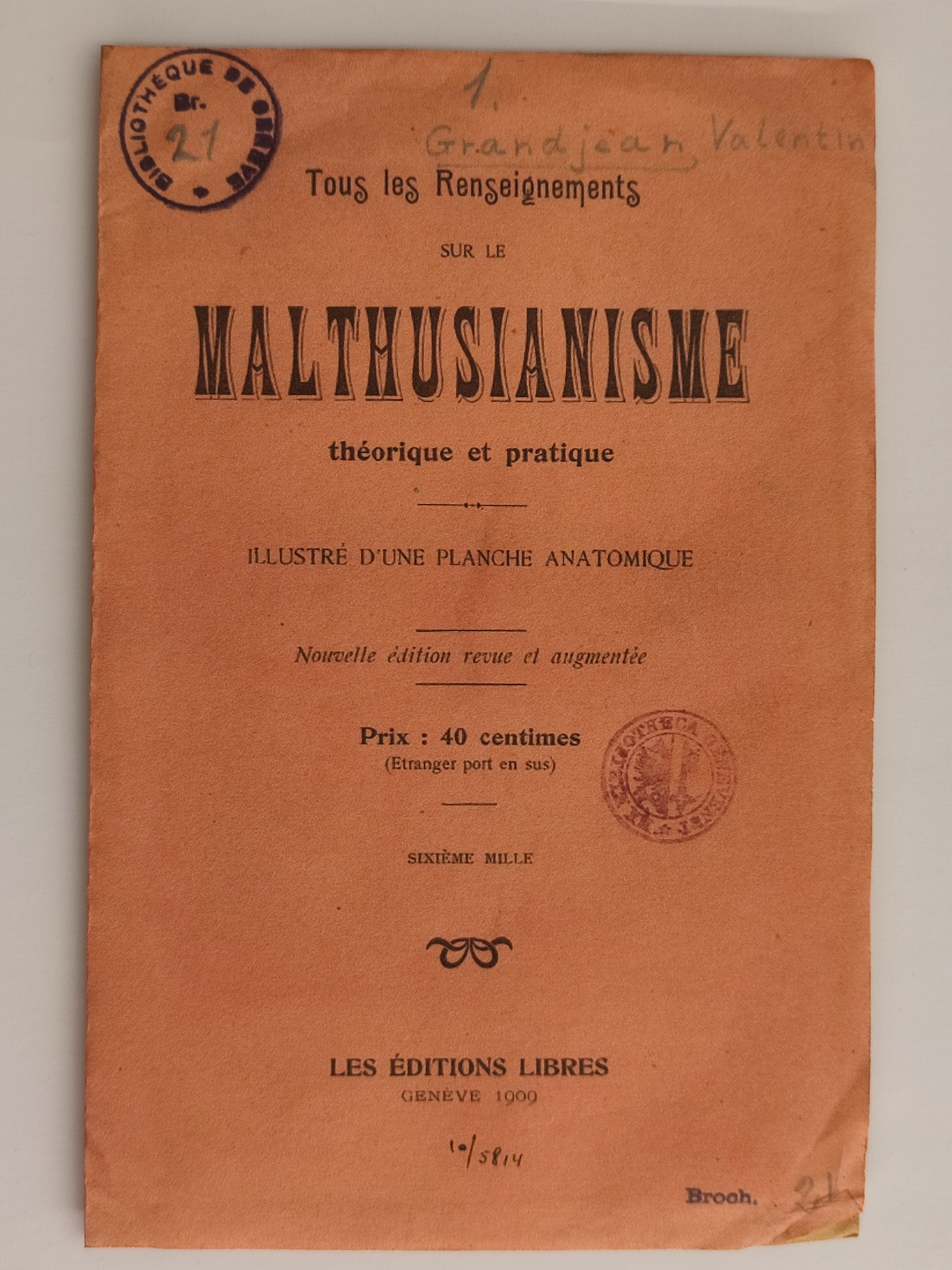
Schweizer Broschüre mit Empfehlungen zur Familienplanung, 1909

### International
Jedem Paar wird das Grundrecht zugestanden, frei und verantwortlich über die Zahl seiner Kinder und den zeitlichen Abstand der Geburten zu entscheiden. Ein entsprechender Passus wurde in die von der Internationalen Konferenz über Menschenrechte von Teheran am 13. Mai 1968 verabschiedete Proklamation von Teheran aufgenommen und in den Aktionsprogrammen der Weltbevölkerungskonferenzen von 1974 (Bukarest), 1984 (Mexiko-Stadt) und 1994 (Kairo) bekräftigt. Es wurde hinzugefügt, dass Frauen, Männer und Paare auch das Grundrecht haben sollen, sich über die Möglichkeiten zur Familienplanung zu informieren, in der Anwendung unterwiesen zu werden und Zugang zu sicheren, wirksamen, erschwinglichen und akzeptablen Familienplanungsmethoden ihrer Wahl zu haben.
Im Übereinkommen zur Beseitigung jeder Form von Diskriminierung der Frau (kurz Frauenrechtskonvention) wurde das Recht auf Familienplanung 1979 erstmals verbindlich verbrieft.
In Ländern, in denen Verhütungsmittel nicht in ausreichendem Maße kostengünstig zur Verfügung stehen, sind Frauen gezwungen, ungewollt Kinder zur Welt zu bringen. Umfragen zeigen, dass die Frauen in den Entwicklungsländern mehr Kinder zur Welt bringen, als sie sich wünschen. In vielen Ländern ist es aber heute noch lebensgefährlich, ein Kind auszutragen. Jeden Tag sterben an den Folgen von Schwangerschaft und Geburt rund 1.000 Frauen; insbesondere Frauen im Teenageralter sind betroffen, da deren Körper in einigen Fällen noch nicht reif genug ist, ein Kind auszutragen. Für Mädchen dieser Altersgruppe gehören in den Entwicklungsländern Schwangerschaft und Geburt zu den Haupttodesursachen.
Das Menschenrecht Familienplanung wurde in der Vergangenheit durch Regelungen von Staaten immer wieder eingeschränkt. So führte die Volksrepublik China 1980 die Ein-Kind-Politik ein. Verstöße gegen diese Ein-Kind-Norm wurden mit drakonischen Strafen belegt. Geldstrafen, Arbeitsplatzverlust bis hin zu Zwangsabtreibungen und Zwangssterilisation waren die Folgen. Im Jahr 2016 wurde die Ein-Kind-Politik gelockert und seit 2021 sind sogar drei Kinder erlaubt.

### Europäische Union
Die Europäische Menschenrechtskonvention garantiert in Artikel 8 EMRK das Recht auf Achtung des Privat- und Familienlebens. Nach Auslegung des Europäischen Gerichtshofes für Menschenrechte fällt hierunter auch die Entscheidung für oder gegen (weitere) Kinder.
Die Parlamentarische Versammlung des Europarats bestätigte 2008 das Recht auf reproduktive Entscheidungsfreiheit, wozu sexuelle Aufklärung, der zuverlässige Zugang zu Verhütungsmitteln sowie der Zugang zu sicheren und legalen Schwangerschaftsabbrüchen in Europa zählen.

### Rechte zur Reproduktion in Deutschland
Die Freiheit der Zeugung von Nachkommen ist in Deutschland über das Grundgesetz in Artikel 2 und Artikel 6 gesichert.
Nach §1 Schwangerschaftskonfliktgesetz ist die Bundeszentrale für gesundheitliche Aufklärung zuständig für die Beratung zu Themen der Familienplanung, Sexualaufklärung und Empfängnisverhütung. 
Verhütungsmittel müssen grundsätzlich privat gezahlt werden. Eine Ausnahme bilden verschreibungspflichtige Mittel (z. B. Pille) und Notfallkontrazeptiva für Frauen unter 22 Jahren. 
Die Schließung von Entbindungsstationen in Krankenhäusern aus ökonomischen Gründen sowie der Mangel an Hebammen werden kontrovers diskutiert.

## Familienplanung als Menschenpflicht
Laut Artikel 18 der Allgemeinen Erklärung der Menschenpflichten hat jedes Paar die Verantwortung zur vernünftigen Familienplanung.

## Einflussgrößen auf die individuelle Familienplanung

### Der Einfluss von Wertewandel und Lebensplanung
Genauso entscheidend wie die Rahmenbedingungen des Staates sind der kulturelle, der soziale und der religiöse Hintergrund. In den meisten europäischen Industriestaaten befinden sich diese seit Mitte der 1950er Jahre in einem Umbruch, der mit einem Wertewandel und einem veränderten Lebensstil einhergeht. Der Wunsch nach einer eigenen Familie steht zwar nach wie vor ganz weit oben in der individuellen Lebensplanung, kollidiert aber mit dem Bedürfnis nach ungebundener Freiheit, nach wirtschaftlicher Sicherheit und subjektiver persönlicher Reife und wird somit hinausgezögert oder auf nur ein Kind beschränkt, wobei hier theoretisch die wirtschaftlichen Risiken gegenüber einem Leben ohne Kinder schwer wiegen können, was z. B. in Deutschland der Staat mit vielerlei Hilfen für Familien wie Kindergartenplatz-Garantie, Steuererleichterung etc. gewöhnlich abzufedern versucht, praktisch scheinen ganz andere Faktoren eine gewichtige Rolle zu spielen wie etwa die Erfahrungen mit dem ersten Kind. Laut einer Studie aus 2020 möchten 28 % der kinderlosen Frauen zuerst ihre persönlichen Wünsche und Träume verwirklichen.

### Religiöse Einwände gegen die Familienplanung als Menschenrecht
Einige religiöse Gemeinschaften erheben Einwände dagegen, die Familienplanung als allgemeines Menschenrecht anzusehen und lehnen einige Verhütungsmethoden (oder teilweise auch die ganze Familienplanung) ab. So erkennt die katholische Kirche einzig und allein die natürliche Familienplanung als moralisch zulässig an. Empfängnisverhütung wird von der katholischen Kirche nicht als zulässiges Mittel der Familienplanung angesehen.
Christen, die sich selbst als quiverfull bezeichnen, lehnen jegliche Familienplanung, auch die natürliche Familienplanung, ab. Sie sind der Meinung, dass allein Gott über die Anzahl der Kinder, die ein Paar empfängt, entscheiden sollte.

### Familienpolitik

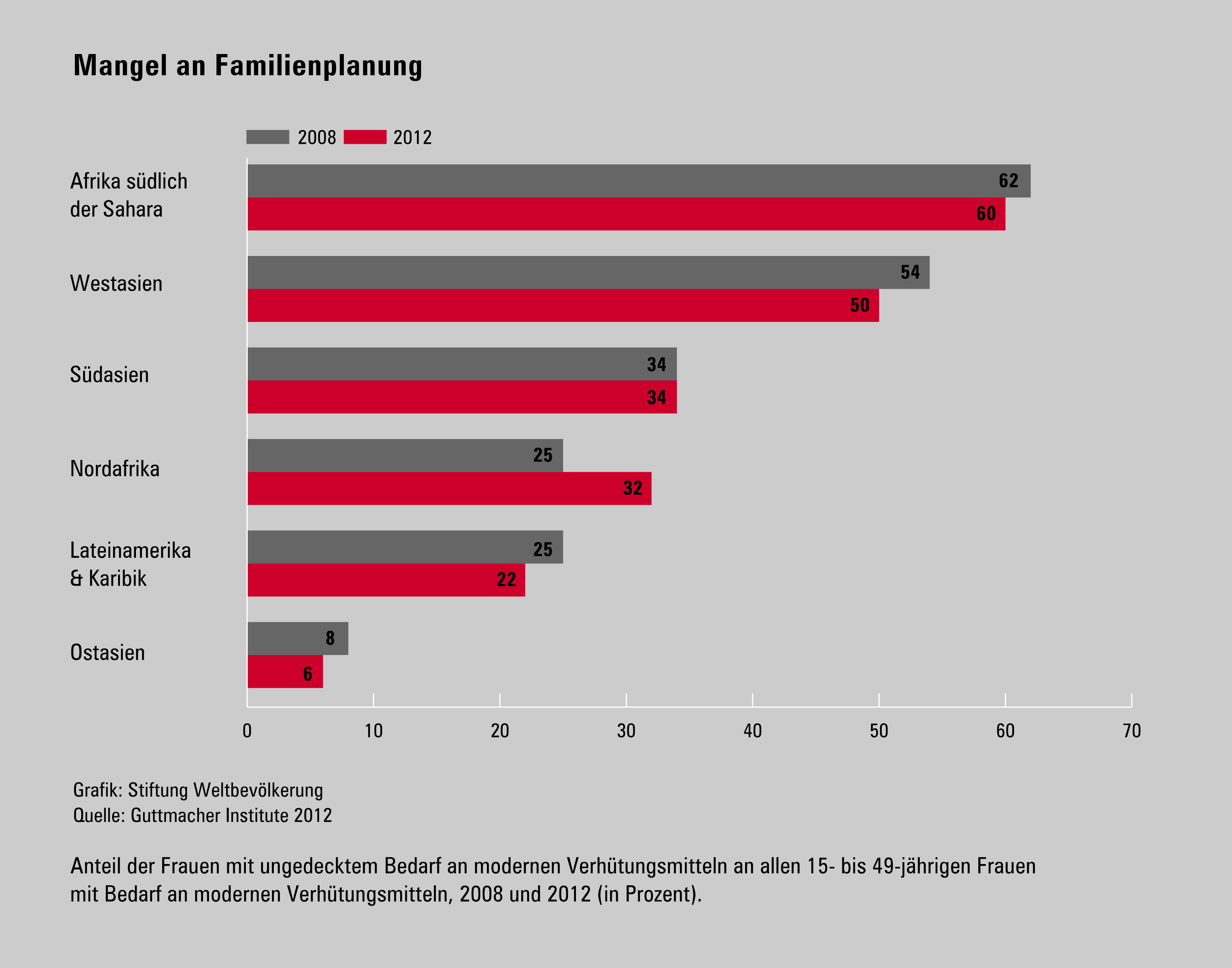
Mangel an Familienplanung

Die von einem Staat beeinflussten mittelbaren wie unmittelbaren Parameter werden unter dem Begriff der Familienpolitik zusammengefasst und setzen die meist juristischen und wirtschaftlichen Rahmenbedingungen, in denen die individuelle Entscheidung für oder gegen eine Schwangerschaft getroffen werden kann. Diese Verknüpfung zwischen individueller Planung und staatlichen Kontroll- bzw. Regelmechanismen erklärt sich vor allem dadurch, dass in den meisten Staaten die Verantwortung für grundlegende soziale sowie infrastrukturelle Leistungen von der Familie auf den Staat übertragen wurde. Die Bereitstellung dieser Leistungen bedarf bei den heute üblichen Politikkonzepten einer ausgeglichenen Bevölkerungspyramide.
Somit richtet sich Familienpolitik wie die meiste Politik nach den wirtschaftlichen Interessen bzw. nach der Notwendigkeit; aber auch ideologische Interessen und der religiöse Hintergrund eines Landes können entscheidend sein.
In Entwicklungsländern – insbesondere in den afrikanischen und südostasiatischen Staaten – geht es bei der Familienplanung vorrangig darum, das z. T. rasante Bevölkerungswachstum zu bremsen. Durch einen Rückgang der Geburtenrate erhofft man sich, ähnlich wie bei den asiatischen Tigerstaaten, ökonomische Wachstumsimpulse.
Auf der Pazifik-Insel Tikopia gelang es angesichts des begrenzten Lebensraumes, die Bevölkerungszahl durch strenge Geburtenkontrolle jahrhundertelang konstant zu halten.